# ヘルマン・ブール

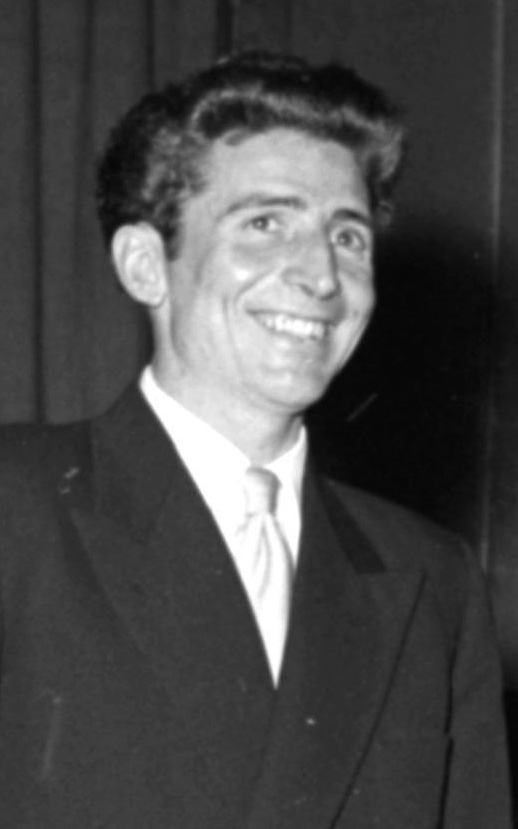
ヘルマン・ブール

ヘルマン・ブール（Hermann Buhl、1924年9月21日 - 1957年6月27日）は、オーストリアの登山家。チロル州インスブルック出身。

## 来歴
天才クライマーと呼ばれ、1953年、「魔の山」と呼ばれたナンガパルバットの初登頂を無酸素で成し遂げた。
このときの登攀ではモンスーンの到来が予想されたため撤収命令が下ったものの、第4キャンプにいた4人と命令を拒否して登山を続行。当初予定していた最終キャンプの設営を行わないままのアタックとなった。パートナーであるオットー・ケンプターが体調不良により出発できなくなったために第5キャンプ(6850m)からは単独で登り、証拠として山頂にピッケルを残した。登頂時刻は午後7時で、下山時にはすでに日没となり、およそ8000mの高度で立ったままビバークを強いられた。出発から41時間かけて第5キャンプに戻ったとき、ブールの顔は高所衰退と過労からまるで老人のようになっていたという。さらに下山後には凍傷により足指2本の切断を余儀なくされた。ブールはこの単独登攀で覚醒剤のペルビチン(メタンフェタミン)を使用している　（現在と異なり、当時は軍事やスポーツで覚醒剤が広く使われていた）。
その後も数々の高山を制覇し続け、4年後、高所ポーターを用いずに少人数でブロード・ピーク初登頂を成し遂げた。しかしこの数週間後、アルパインスタイルで隣のチョゴリザ峰を登山している最中に雪庇を踏み抜いて滑落し、帰らぬ人となった。

## 日本人とブール
生前、ブールが日本人と登山を行う事は無かったが、彼の死後、ブールの遺品の多くを日本隊が発見している。
1958年にチョゴリザII峰に初登頂した日本隊は、前年に死亡したブールが麓に残したテントを発見・回収し、故国のオーストリアに送った。
1999年には、日本人登山家の池田壮彦がナンガ・パルバットの山頂付近でピッケルを発見し、ピッケル発見の情報を受けたチロル州政府は、在日オーストリア大使館を通じて写真を入手。製造元フルプメス社で鍛冶職人らが鑑定したところ、ピッケルの刻印などから、ブールの登山隊用の特製品と確認された。亡夫の登頂を支えたピッケルに対面した妻のオイゲニーは「奇跡のようだ。私が手にした一番大切なもの」と感激した。なお、ピッケルを含む遺品はオーストリアの山岳博物館に収められた。

## 著書
- 「8000メートルの上と下」（横川文雄訳　三笠書房）